# إي دونغ غك

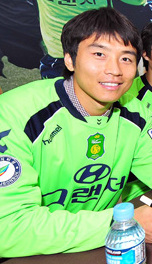

إي دونغ غك (بالهانغل: 이동국، وبالهانجا: 李同國) (مواليد 29 أبريل 1979) هو لاعب كرة قدم كوري جنوبي، وقد لعب لعدة أندية منها نادي بوهانغ ستيلرز ونادي فيردر بريمن، وقد لعب مع منتخب كوريا الجنوبية لكرة القدم في كأس العالم لكرة القدم 1998، وقد أحبط بعد عدم اختياره من قبل غوس هيدينك مدرب المنتخب في كأس العالم لكرة القدم 2002 بسبب الرباط.
و لكن مسيرته تحسنت بعد ذلك حيث أصبح الهداف في عامي 2005 و2006، وكان سيلعب في كأس العالم لكرة القدم 2006، ولكن الإصابة منعته من ذلك.

## كأس آسيا 2004
و قد سجل هدف في مرمى منتخب الإمارات لكرة القدم، وقد سجل هدفين في مرمى منتخب الكويت لكرة القدم، وقد سجل هدف في مرمى منتخب إيران لكرة القدم.

## روابط خارجية
- إي دونغ غك على موقع الاتحاد الدولي (مؤرشف)  (الإنجليزية)
- إي دونغ غك على موقع دوري كوريا الجنوبية (الإنجليزية)
- إي دونغ غك على موقع قاعدة بيانات كرة القدم.إي يو (الإنجليزية)
- إي دونغ غك على موقع ناشيونال فوتبول تيمز (الإنجليزية)
- إي دونغ غك على موقع Soccerway.com (الإنجليزية)
- إي دونغ غك على موقع عالم كرة القدم.نت (الإنجليزية)
- إي دونغ غك على موقع أوليمبيديا (الإنجليزية)